# Vasilikí Vuyuka
Vasilikí Vuyuka –también transliterado como Vassiliki Vougiouka, en griego, Βασιλική Βουγιούκα– (Atenas, 20 de junio de 1986) es una deportista griega que compite en esgrima, especialista en la modalidad de sable.
Ganó tres medallas en el Campeonato Europeo de Esgrima entre los años 2012 y 2014.
Participó en dos Juegos Olímpicos de Verano, ocupando el quinto lugar en Londres 2012 y el 13.º en Río de Janeiro 2016, en la prueba individual.

## Palmarés internacional
| Campeonato Europeo | Campeonato Europeo    | Campeonato Europeo | Campeonato Europeo |
| Año                | Lugar                 | Medalla            | Prueba             |
| ------------------ | --------------------- | ------------------ | ------------------ |
| 2012               | Legnano (Italia)      | Medalla de plata   | Sable individual   |
| 2013               | Zagreb (Croacia)      | Medalla de plata   | Sable individual   |
| 2014               | Estrasburgo (Francia) | Medalla de bronce  | Sable individual   |